# 三遊亭圓窓 (6代目)
六代目 三遊亭 圓窓（さんゆうてい えんそう、1940年〈昭和15年〉10月3日 - 2022年〈令和4年〉9月15日）は、東京都江東区出身の落語家。落語協会所属。本名∶橋本 八郎。出囃子は『新曲浦島』。

## 経歴
東京都立文京高等学校卒業。
1959年3月、八代目春風亭柳枝に入門。「枝女吉」を名乗るが、同年10月、師匠柳枝が死去。兄弟子枝吉と共に六代目三遊亭圓生門下に移り、「吉生」と改名。
1962年11月、林家こん平と共に二ツ目昇進。
1969年3月、抜擢され真打に昇進し、六代目三遊亭圓窓を襲名。1970年6月21日より笑点の大喜利にレギュラー出演、そこでのキャラは常識派であった。番組500回記念では兄弟子・五代目圓楽とリレー落語を演じた。
1973年より自分の寿命と思われる2000年頃までに500の噺を口演する事を目指し隔月に3席ずつの「圓窓五百噺を聴く会」第1回を開催。
1977年8月21日、笑点を降板。後任は三笑亭夢之助。
1978年、『落語協会分裂騒動』で師匠圓生と共に同協会を脱退するも1980年2月1日に落語協会に復帰。
2001年3月9日、含笑寺で「圓窓五百噺を聴く会」500席達成。当日の演目は「堪忍袋」「救いの腕（自作）」「五百羅漢（自作）」であった。
2003年から鈴本演芸場には長らく出演をしていなかったが、2021年11月上席前半夜の部の「百日寄席 上野街笑賑～クラウドファンディング感謝公演～」に顔付けされた。結果として同月5日の出演が生前最後の高座となった。
その後2022年1月に肺に水がたまり入院したが退院。その後も異常はなかったが、夏に左膝を痛め、以降は落語会を休むようになり、2022年7月31日に行われた浅草演芸ホール余一会の「三遊落語まつり」（昼の部）にも顔付けされていたが、休演となった（代演は三遊亭鳳月）。8月の池袋演芸場「三遊亭円窓一門会」も休演していた。2022年7月中旬の千葉の小学校での「落語授業」が最後の仕事となった。
2022年9月15日14時00分、昼食を済ませていないことを心配した三男の三遊亭窓輝が自室で眠るように倒れていた圓窓を発見、心不全のため死去した。81歳没。親族による通夜・葬儀の後、訃報は落語協会から18日に配信された。
2021年に兄弟弟子の三遊亭圓龍（8月20日）、川柳川柳（11月17日）、三遊亭圓丈（11月30日）が死去したことに伴い、六代目圓生門下最後の存命者となった。また、2022年2月9日には春風亭栄枝が亡くなったことで、八代目柳枝門下としても最後の存命者となっていた。
朝日新聞10月10日付「声」に読者投稿による追悼文が掲載され、演芸専門誌「東京かわら版」11月号に追悼記事が掲載された。

## 人物
『釜泥』をはじめとする古典落語で知られるが、パソコンを利用した通信落語や、民話を題材とした創作落語を行うなど、活動の幅は非常に広い。晩年は各地の小学校を訪問して、落語を実演していた。2000年には、自ら口演した古典落語の『ぞろぞろ』が、小学4年生の教科書に掲載された。
一時期、青山学院大学落語研究会の顧問を務めていたことがあり、吉生（当時）が兄弟子・五代目圓楽の鞄持ちを同会会員から募って選ばれた一人が、当時同大学の1年生であった後の六代目円楽こと會泰通である。その後、會は大学卒業後五代目圓楽の弟子となる。
七代目圓生襲名問題に名乗りを上げたが、最終的には六代目圓生の長男に「止め名」として預ける形となった。
趣味はバイク。長年に渡り、名古屋市に本社を置く「富士コーヒー」のラジオCMに出演する他、同社の広報誌にも小噺コーナーを設けていた。
晩年、落語教室の生徒とともに作成した高座台本を文学フリマにブースを出して販売していた。
同年代で同じバイク好きということもあって、十代目柳家小三治と私生活でも交友があった。小三治の細君の著書でたびたび名前が挙がっている。

## 芸歴
- 1959年
  - 3月 - 八代目春風亭柳枝に入門、前座名「枝女吉」。
  - 10月 - 師匠柳枝が死去、六代目三遊亭圓生門下へ移籍し「吉生」と改名。
- 1962年11月 - 二ツ目昇進。
- 1969年3月 - 真打昇進、「六代目三遊亭圓窓」を襲名。
- 2022年9月 - 死去。

## 役職
- 1979年 - 落語協会理事に就任。
- 2006年 - 理事を退任し、相談役に就任。

## 一門弟子
- 三遊亭吉窓
- 三遊亭窓里
- 三遊亭萬窓
- 三遊亭窓輝

### 移籍
- 三遊亭新窓 - 三遊亭圓彌門下へ

### 廃業
- 三遊亭窓太 - 後に金田一だん平という筆名で、1990年∶晩聲社より『落語家見習い残酷物語』を出版
- 三遊亭窓矢 - 声優に転向
- 三遊亭窓良
- 三遊亭窓花

## 著書
- 『ふてくされ人生学―古典的生き方のすすめ』（1972年、社会思想社）
- 『圓窓―楽屋裏 はなし家ちょっといい話』（1981年、PHP研究所）
- 『パソコン通信 始め方・生かし方―OA音痴の私でも仕事に趣味にフル活用』（1990年1月、ごま書房、ISBN 9784341021276）
- 『円窓のワープロ入門高座―あたしも熱中、もうやめられない』（1991年9月、経済界、ISBN 9784766702040）
- 『おもしろ落語図書館』（全10巻、共著、大日本図書）
- 『ぞろぞろ』（2002年10月、ISBN 9784811376110）
- 『人の話の聞き方入門―聞かないあなたはホントに手遅れ 新装版』（2003年5月、日本語学研究所、ISBN 9784625633195）
- 『圓窓ひとりごと 新訂版』（2003年12月、棋苑図書、ISBN 9784873651842）
- 『男は40代に蘇える 思秋期サラリーマンの憂さを晴らすヒント』（2004年12月、東洋経済新報社、ISBN 9784492042175）
- 『落語の授業―話す・聞く・思い描く力を育む』（2008年2月、少年写真新聞社、ISBN 978-4879812476）＊電子版有
- 『日本人が忘れちゃいけないこの落語(落語CD付き) 』(2009年5月、ベストセラーズ(ベスト新書）、ISBN 978-4584122280)
- 『落語絵本：みんな違って ～ 金子みすゞ最後の一日～（落語とピアノコラボCD付)』文：三遊亭圓窓 絵：外村節子（2010年3月、高陵社書店、ISBN 978-4771109797)

## テレビ出演
- 『クイズダービー』第615回（TBS系、1987年11月14日放送分）ゲスト回答者
- 『御家人斬九郎』 第1シリーズ 第3話「姉の宿下り」（1995年、CX / 映像京都）
- 『笑点』大喜利回答者。1970年-1977年。色紋付きの色はピンクで、後任は三笑亭夢之助。

## ソフト

### ＣD
- 『特選落語名人寄席 21 三遊亭圓窓 締込み、子別れ』（2007年4月、キングレコード）
- 『特選落語名人寄席 22 三遊亭圓窓 甲府い、あくび指南』（2007年4月、キングレコード）
- 『特選落語名人寄席 23 三遊亭圓窓 ねずみ、くしゃみ講釈』（2007年4月、キングレコード）
- 『特選落語名人寄席 24 三遊亭圓窓 火事息子』（2007年4月、キングレコード）
- 『特選落語名人寄席 25 三遊亭圓窓 さじ加減』（2007年4月、キングレコード）
- 『特選落語名人寄席 26 三遊亭圓窓 唐茄子屋政談』（2007年4月、キングレコード）
- 『昭和の名人～キング古典落語名演集 六代目 三遊亭圓窓 一 - 明烏／ほうじの茶』（2009年3月、キングレコード）
- 『昭和の名人～キング古典落語名演集 六代目 三遊亭圓窓 二 - ねずみ／くしゃみ講釈』（2009年3月、キングレコード）
- 『昭和の名人～キング古典落語名演集 六代目 三遊亭圓窓 三 - 唐茄子屋政談』（2009年3月、キングレコード）
- 『昭和の名人～キング古典落語名演集 六代目 三遊亭圓窓 四 - 子別れ／宮戸川』（2009年3月、キングレコード）
- 『昭和の名人～キング古典落語名演集 六代目 三遊亭圓窓 五 - 武助馬／百川』（2009年3月、キングレコード）
- 『昭和の名人～キング古典落語名演集 六代目 三遊亭圓窓 六 - 普段の袴／さじ加減』（2009年3月、キングレコード）
- 『昭和の名人～キング古典落語名演集 六代目 三遊亭圓窓 七 - 締め込み／甲府い』（2009年3月、キングレコード）
- 『昭和の名人～キング古典落語名演集 六代目 三遊亭圓窓 八 - あくび指南／三人無筆』（2009年3月、キングレコード）
- 『昭和の名人～キング古典落語名演集 六代目 三遊亭圓窓 九- 火事息子／位牌屋』（2009年3月、キングレコード）
- 『朝日名人会ライヴシリーズ26 三遊亭圓窓1 - 鬼の涙／尻餅』（2004年6月、ソニーミュージックダイレクト）
- 『朝日名人会ライヴシリーズ52 三遊亭圓窓2 - 鼓が滝／写経猿』（2008年7月、ソニーミュージックダイレクト）
- 『朝日名人会ライヴシリーズ79 三遊亭圓窓3 - 叩き蟹／甲府い』（2012年6月、ソニーミュージックダイレクト）

オムニバス・企画
- 『江戸の若旦那 - 明烏』(1993年12月、キングレコード)
- 『江戸の盗っ人 - 穴どろ』(1993年12月、キングレコード）
- 『談志が選んだ艶噺し（4）- 尻餅』（2000年10月、日本コロムビア）
- 『落語笑事典（13)　親子噺 子別れ／明烏 』(2003年12月、キングレコード)
- 『はじめての落語  - 寿限無、十徳、子ほめ』(2010年11月、来福レーベル）
- 『東西名人揃いぶみ 第四巻 - 武助馬』（2010年11月、ポニーキャニオン）
- 『東西落語名人会 vol.1 - 甲府い』（クライムエンターテインメント）